# عامل طبي

نجمة الحياة

العامل الطبي أو الممارس الطبي وتترجم حرفيًا إلى ميدك (بالإنجليزية: Medic)‏، هو الشخص الذي يشارك في مهنة الطب مثل الطبيب، طالب طب وأحيانًا فرد مدرب طبيًا يشارك في حالة طارئة مثل المسعف الطبي والمستجيب الطبي للطوارىء [الإنجليزية].
من المتعارف بين الأطباء في المملكة المتحدة، بأنَّ هذا المصطلح يشير إلى شخص اتبع مسارًا وظيفيًا «طبيًا» في التدريب المهني بعد التخرج المعتمد من قبل كلية الطب، مثل أمراض القلب أو طب الغدد الصماء، وذلك على عكس فرع الجراحة التخصصي المُعتمد من قبل الكلية الدولية للجراحين.

## الفئات

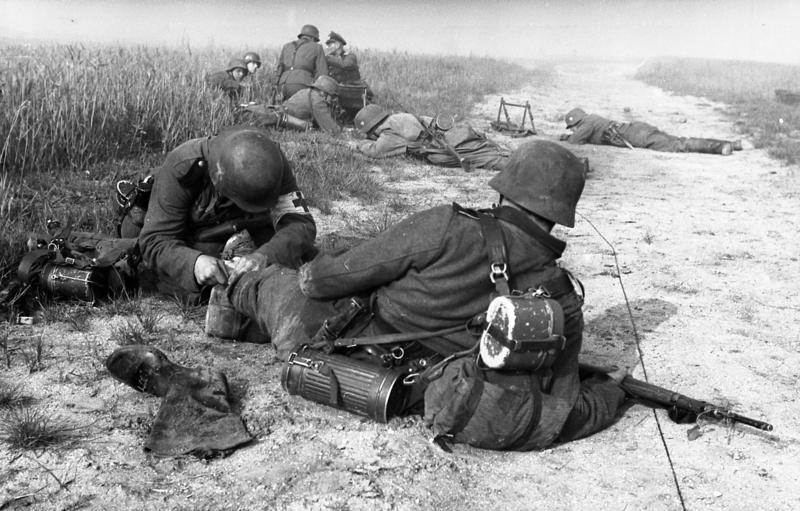
مسعف عسكري ألماني يقدم الإسعافات الأولية لجندي جريح خلال معركة فرنسا عام 1940

تشمل الأدوار التي تنجرد تحت هذا المصطلح ما يلي:
- طبيب طوارئ [الإنجليزية]، وهو طبيب (طبيب عام أو لديه دكتوراه في تقويم العظام) مُتخصص في تدريب الدراسات العليا في تشخيص وعلاج حالات الطوارئ
- فني طب معارك [الإنجليزية]، هو جندي متخصص في الأمور العسكرية داخل الفيلق الطبي للجيش الملكي بالجيش البريطاني
- عامل طبي قتالي [الإنجليزية] (في دولٍ مختلفة)
- مساعد طبي (Corpsman)، هو بحار يُدرب على تقديم الإسعافات الأولية لأفراد القوات المسلحة الأمريكية، ورعاية الإصابات القتالية/رعاية الإصابات في ساحة المعركة (يستخدم هذا الاسم فقط من قبل سلاح البحرية ومشاة البحرية للمساعدين الطبيين الذين يخدمون في أي من القوات البحرية أو البليت البحري؛ تستخدم الفروع الأخرى مصطلح «ميدك». )
- 4N0X1، فني الطوارئ الطبية بالقوات الجوية
- 68W، التخصص المهني العسكري لأخصائي الرعاية الصحية في جيش الولايات المتحدة (ميدك قتالي)
- 1Z1X1، القوات الجوية للولايات المتحدة بارارسكيو [الإنجليزية]